# يوم التكافل الاجتماعي
وهو يوم تطوع وطني وحدث سنوي برعاية التحالف الأخوي الأمريكي ويعقد في أول يوم سبت من شهر مايو من كل سنة.

## خلفية
أطلق هذا اليوم في عام 2000 من قبل ما سمي آنذاك بالمجتمعات الأمريكية الشقيقة ذات المنفعة , بالشراكة مع مؤسسة بوينتس أوف لايت وكان الغرض منها بعدم التركيز فقط على التطوع، وإنما أيضا على تقوية العلاقة بين الشباب والبالغين.
خلال أول عامين من يوم التكافل الاجتماعي، طُلِبَ من المنظمات أن تسجل مشروعها لهذا اليوم عبر الموقع الرسمي على الإنترنت. وفي بعض الأعوام تم اختيار مجموعات معينة لاستلام جائزة نقدية لإفادة مشروعهم أو لأي سبب آخر ومكافأة مادية، وتم الاعتراف بها أيضا في المؤتمر الوطني الأمريكي السنوي. لم يعقد هذا اليوم دائما بتاريخ أول سبت من مايو ففي عام 2001 تم عقده في16 يونيو.  
يعرض منظمون يوم التكافل الاجتماعي أفكارا للأحداذ التب تخص التطوع الجماعي والتي قد تجمع بين الشباب والبالغين في خدمة المجتمع, مثل تصليح الدراجات الهوائية وإعطائها للأطفال المحرومين وتعليم كيفية صيانتها وجمع الكراسي من مختلف الأشكال والأحجام  لطلائها وبعد ذلك بيعها في المزاد العلني لسبب وجيه, أو إصلاح شواهد القبور وتحسين المنظر الطبيعي في المقبرة وأيضا توثيق مواقع المقابر الأثرية.